# Каменният кръст
„Каменният кръст“ (на украински: Камінний хрест) е украински филм от 1968 година, драма на режисьора Леонид Осика по сценарий на Иван Драч, базиран на повестите „Злодей“ и „Каменният кръст“ на Васил Стефаник.
В центъра на сюжета е възрастният селянин Иван Дидух (Данило Илченко) в Галиция от края на XIX век, като действието е разделено на две обособени части. В първата Иван залавя влязъл през нощта в дома му крадец и заедно със свои съседи обсъжда как крадецът да бъде убит – в края на нощта Иван не вижда причина за това, но съседите и самият крадец настояват да бъде спазен обичаят. Във втората част Иван заминава със семейството си за Канада, сбогувайки се продължително със своите съселяни и оставяйки в една от нивите си каменен кръст, с който да бъде помнен. Главните роли се изпълняват от Данило Илченко, Костянтин Степанков, Борислав Брондуков.